# Нижнеудинск
Нижнеу́динск — город в Иркутской области России, административный центр Нижнеудинского района. Образует Нижнеудинское муниципальное образование.

## География
Расположен на реке Уда — правом притоке реки Тасеевой (бассейн Ангары), в 506 км к северо-западу от Иркутска. Назван Нижнеудинском для отличия от образованного в устье реки Уда в Забайкалье города Верхнеудинска (ныне Улан-Удэ, Бурятия).
Площадь города — 7,5 тыс. га. В 18 км от Нижнеудинска, ниже по течению р. Уда находится Уковский водопад (высота — 20 м). В 75 км вверх по Уде, к югу от города, на высоте около 460 м над уровнем реки расположены Нижнеудинские пещеры.
В Нижнеудинском районе, в 209 км от райцентра находится Тофалария, область проживания тофаларов, одной из самых малочисленных народностей России.

## История
Продвигаясь в Присаянье, русские встретили серьёзное сопротивление со стороны удинских бурят, объединённых под властью князька Ойлана (Иланко). И только после того, как большой отряд красноярских казаков под руководством атаманов Милослава Кольцова и Елисея Тюменцева в августе 1645 года разгромил основные силы бурят, эти земли стали заселяться и осваиваться русскими. В 1647 году Ойлан признал господство русского царя и бил челом о постройке в его землях острога «для оберегания их, братских людей, от иных немирных земель, от войн и для ясачного сбору». На следующий год вверх по Уде был отправлен атаман Елисей Тюменцев с отрядом красноярских казаков, который и заложил 14 октября 1648 году в день Покрова Пресвятой Богородицы на высоком правом берегу Уды «государево зимовье» (Покровский городок).
В 1664 году Удинскому поселению было пожаловано звание острога и он становится не только укреплением, но и центром торговли и земледелия.
Летом 1666 года острог был разорён енисейскими кыргызами во главе с Иренеком.
В 1700 году Удинский острог был переименован в Нижнеудинский, в отличие от Удинского острога в Забайкалье (будущий Верхнеудинск).
С середины XVIII века начинается медленное перерастание острожного поселения в малый город. Связано это было, прежде всего, с прокладкой Московского тракта, прошедшего через Нижнеудинск. Начинается его заселение, растёт количество близлежащих сёл. В Нижнеудинске учреждается почтовая станция и постоялый двор.
В 1783 году Нижнеудинск получил статус уездного города, в котором существовала ямщицкая слобода (28 домов) и проживало 84 человека мещанского сословия, не считая крестьян. В 1780 году был утверждён герб города.
С конца XVIII века сам город почти не растёт. Местное мещанское общество было в самом жалком состоянии и постоянно жаловалось на свою бедность и невозможность нести государственные повинности. Зато гораздо оживлённее было на левом берегу Уды. Не случайно, именно в слободе был заложен каменный Воскресенский собор, построенный в одной связи с колокольней. Возводили его в 1780—1783 годах енисейские мещане С. Злыгостев и А. Фунтасов. Собор был освящён в 1785 году.
В 1789 году наряду с другими городами Сибири Нижнеудинск получает генеральный план, на котором была отмечена существующая застройка и показано перспективное развитие города. По плану хорошо видно, что поселение состояло как бы из двух частей — самого города с комплексом государственных и казённых построек, острогом, церковью и Подгородной слободой на противоположном берегу.
В 1822 году Нижнеудинск был причислен к разряду маломощных городов, но через два десятилетия в его судьбе происходят заметные изменения. Наиболее наглядно это проявлялось в динамике численности городского населения. Если в 1823 году числилось 412 душ мужского пола, в 1835 году — 801, то к 1860-м годам числилось уже более 4,5 тыс. душ.
Открытие в 1830-х годах Бирюсинских золотых приисков способствовало оживлению торговли и промысловой деятельности, росту городского населения. В эти годы город становится резиденцией саянских золотоискателей. В 1830 году был построен шестилавочный гостиный двор с кладовыми для товаров, но торговля велась главным образом в купеческих торговых лавках. На экономическую жизнь города влияло то, что через него проходил Московский тракт. Кроме того, от Нижнеудинска шёл зимний путь на Лену.
Очередной толчок в развитии города происходит в конце XIX века, когда мимо него прошла Транссибирская железнодорожная магистраль. Резко возросла численность населения, и в начале XX века она составила 6 тыс. человек, а к 1917 году — почти 9 тыс. С 1897 года в Нижнеудинске началось строительство железнодорожной станции и паровозного депо. Быстро растёт число железнодорожных рабочих. Уже в 1900 году в депо и на дистанции работало около 1,3 тыс. человек. С проведением железной дороги стал быстро заселяться и Нижнеудинский уезд, появляются десятки новых сёл и лесоучастков.
Во время Первой мировой войны в Нижнеудинске был создан лагерь для военнопленных. Зимой 1915—1916 годов в лагере содержалось 2200 военнопленных, в результате чего город стал одним из центров восстания белочехов в Сибири. Именно в Нижнеудинске под давлением белочехов Верховный правитель России Александр Колчак отрёкся от своего звания, после чего чехословацкие войска сопроводили его в Иркутск, добившись, таким образом, пропуска для себя на Дальний Восток (см. Белочешский мятеж).
С 1930-х годов город начинает развиваться и как промышленный центр. В 1932 году появилось предприятие, положившее начало современной слюдяной фабрике, в 1939 году — кондитерская фабрика, затем были построены ремонтно-механические мастерские, кирпичный завод, мясокомбинат, реконструировались пивоваренный завод и мебельная фабрика.
1 февраля 1963 года Нижнеудинск отнесён к категории городов областного подчинения.
В связи с массовой застройкой в 1970—1980-х годах значительно изменилось лицо города. Была снесена практически вся историческая застройка Подгородной слободы, кроме самой ранней, островной. На месте старых строений разместились современные кварталы жилых многоэтажных зданий. При строительстве нового моста через Уду сильно пострадала застройка исторического центра города. К историко-заповедным местам относят застройку на острове между р. Удой и протокой Застрянкой, отдельные кварталы по ул. Сбитнева, Ленина, Тургенева.
В 1990 году Нижнеудинск включен в Список исторических населенных мест РСФСР.
Современный Нижнеудинск занимает площадь более 7 тыс. га. В городе расположено свыше 70 предприятий и организаций. Население города за послевоенный период удвоилось и превысило 40 тыс. человек.

## Население
| 1856    | 1897    | 1926    | 1931    | 1959    | 1967    | 1970    | 1979    | 1989    | 1992    |
| ------- | ------- | ------- | ------- | ------- | ------- | ------- | ------- | ------- | ------- |
| 2400    | ↗5800   | ↗10 400 | ↗10 900 | ↗38 761 | ↘38 000 | ↗39 743 | ↗41 399 | ↗43 759 | ↗44 000 |
| 1996    | 1998    | 2000    | 2001    | 2002    | 2003    | 2005    | 2006    | 2007    | 2008    |
| →44 000 | ↘43 200 | ↘42 500 | ↘42 300 | ↘39 624 | ↘39 600 | ↘38 800 | ↘38 400 | ↘37 800 | ↘37 400 |
| 2009    | 2010    | 2011    | 2012    | 2013    | 2014    | 2015    | 2016    | 2017    | 2018    |
| ↘37 090 | ↘36 999 | ↘36 881 | ↘36 326 | ↘35 500 | ↘34 813 | ↘34 235 | ↘34 049 | ↘33 954 | ↘33 918 |
| 2019    | 2020    | 2021    |         |         |         |         |         |         |         |
| ↗33 971 | ↘33 616 | ↘29 995 |         |         |         |         |         |         |         |

На 1 января 2025 года по численности населения город находился на 502-м месте из 1124 городов Российской Федерации.

## Климат
Климат резко континентальный.
| Показатель                                                             | Янв.  | Фев.  | Март  | Апр. | Май   | Июнь | Июль | Авг. | Сен. | Окт.  | Нояб. | Дек.  | Год   |
| ---------------------------------------------------------------------- | ----- | ----- | ----- | ---- | ----- | ---- | ---- | ---- | ---- | ----- | ----- | ----- | ----- |
| Абсолютный максимум, °C                                                | 8,0   | 12,9  | 19,5  | 31,0 | 34,3  | 36,3 | 35,4 | 36,4 | 31,7 | 26,9  | 16,0  | 10,4  | 36,4  |
| Средний суточный максимум, °C                                          | −13,5 | −7,1  | 1,8   | 10,4 | 17,9  | 23,9 | 25,4 | 22,8 | 15,5 | 7,4   | −3,8  | −11,9 | 7,4   |
| Средняя температура, °C                                                | −20,6 | −16   | −6,7  | 2,6  | 9,5   | 15,9 | 18,3 | 15,5 | 8,3  | 0,6   | −9,5  | −17,7 | 0,0   |
| Средний суточный минимум, °C                                           | −26,3 | −23,3 | −14,1 | −4   | 1,8   | 8,6  | 12,1 | 9,8  | 3,0  | −4,2  | −14   | −22,6 | −6,1  |
| Абсолютный минимум, °C                                                 | −49,7 | −47,5 | −45,2 | −32  | −11,6 | −4,5 | −0,8 | −2,6 | −9,7 | −27,5 | −42,6 | −49,6 | −49,7 |
| Норма осадков, мм                                                      | 10    | 7     | 8     | 19   | 32    | 59   | 89   | 90   | 48   | 21    | 14    | 13    | 410   |
| Источник: Погода и климат. pogoda.ru.net. Дата обращения: 2 июня 2025. |       |       |       |      |       |      |      |      |      |       |       |       |       |

## Образование
- Детский сад «Теремок»
- Детский сад № 1 «Сказка»
- Детский сад № 2
- Детский сад № 3
- Детский сад № 11
- Детский сад № 12
- Детский сад № 13
- Детский сад № 15 «Золотой ключик»
- Детский сад № 130
- Детский сад № 172
- Детский сад № 208
- Средняя общеобразовательная школа № 1
- Средняя общеобразовательная школа № 2 имени И. И. Куимова
- Средняя общеобразовательная школа № 9
- Средняя общеобразовательная школа № 10
- Средняя общеобразовательная школа № 11
- Средняя общеобразовательная школа № 12
- Средняя общеобразовательная школа № 25
- Средняя общеобразовательная школа № 48
- Средняя общеобразовательная школа-интернат № 5
- Средняя общеобразовательная школа-интернат № 26
- Специальная (коррекционная) школа № 6
- Детская художественная школа
- Детская школа искусств
- Детская школа искусств «Спутник»
- Дом детского творчества
- Спортивная школа
- Медицинское училище
- Техникум железнодорожного транспорта

## Инфраструктура
- Культурно-досуговое объединение
- Центр народного творчества и досуга
- Межпоселенческая центральная библиотека
- Музейно-культурный центр
- Районная больница
- Физкультурно-оздоровительный комплекс «Труд»

## Транспорт
- Станция Восточно-Сибирской железной дороги.
- Трасса Р 255 «Сибирь» (М53).
- Аэропорт Нижнеудинск.

Основным видом транспорта является железнодорожный. В 2004 году была завершена реконструкция локомотивного депо и железнодорожного вокзала.
Воздушными перевозками занимается ОАО «Нижнеудинское авиапредприятие». С 2010 года, после процедуры банкротства предприятие куплено «ИркутскАвиа» (в 2011 году влившееся в авиакомпанию «Ангара»).
Автотранспортные перевозки осуществляют МУП «Трансавто» и индивидуальные предприниматели.